# Estación de Pensacola (Amtrak)
Pensacola fue una estación de tren en Pensacola, Florida. Fue atendido por Amtrak, el sistema ferroviario estadounidenses de pasajeros. La estación sirvió como reemplazo de la antigua estación de pasajeros y edificio Express de Louisville y Nashville. El servicio ha estado suspendido desde que el huracán Katrina azotó Pensacola en 2005.